# Neolamprologus devosi
Neolamprologus devosi és una espècie de peix de la família dels cíclids i de l'ordre dels perciformes.

## Morfologia
Els mascles poden assolir els 5,7 cm de longitud total.

## Distribució geogràfica
És un endemisme del riu Malagarasi (Àfrica)